# Kingston Mines
Kingston Mines és una vila del Comtat de Peoria a l'estat d'Illinois (Estats Units). Segons el cens del 2000 tenia 259 habitants.

## Demografia
Segons el cens del 2000, Kingston Mines tenia 259 habitants, 98 habitatges, i 68 famílies. La densitat de població era de 74,6 habitants/km².
Dels 98 habitatges en un 29,6% hi vivien nens de menys de 18 anys, en un 56,1% hi vivien parelles casades, en un 11,2% dones solteres, i en un 29,6% no eren unitats familiars. En el 26,5% dels habitatges hi vivien persones soles el 14,3% de les quals corresponia a persones de 65 anys o més que vivien soles. El nombre mitjà de persones vivint en cada habitatge era de 2,64 i el nombre mitjà de persones que vivien en cada família era de 3,2.
Per edats la població es repartia de la següent manera: un 23,2% tenia menys de 18 anys, un 12,4% entre 18 i 24, un 27,4% entre 25 i 44, un 21,2% de 45 a 60 i un 15,8% 65 anys o més.
L'edat mediana era de 35 anys. Per cada 100 dones de 18 o més anys hi havia 101 homes.
La renda mediana per habitatge era de 31.250 $ i la renda mediana per família de 45.556 $. Els homes tenien una renda mediana de 26.000 $ mentre que les dones 21.875 $. La renda per capita de la població era de 14.908 $. Aproximadament el 2,9% de les famílies i el 5,2% de la població estaven per davall del llindar de pobresa.

## Poblacions properes
El següent diagrama mostra les poblacions més properes.